# 李俊 (导演)
李俊（1922年3月2日—2013年1月7日），男，山西夏县人，中国第三代电影导演。

## 生平
1937年到延安。1939年9月18日，从抗日军政大学毕业，先后在八路军和解放军从事文艺工作。1947年因创作歌剧《李鸿基》被评为一等功臣。
1951年调入八一电影制片厂任新闻摄影总编室副主任、导演，从事新闻纪录片拍摄。1959年起担任故事片导演。
2013年1月7日，因病于北京逝世。

## 作品
- 1959年，《回民支队》，与冯一夫合作导演。
- 1959年，《友谊》
- 1964年，《农奴》
- 1964年，《分水岭》
- 1974年，《闪闪的红星》，与李昂合作导演
- 1976年，《南海长城》
- 1979年，《归心似箭》
- 1981年，《许茂和他的女儿们》
- 1991年，《大决战》总导演

## 延伸阅读
- 《从士兵到导演(李俊传)》，编者：崔斌箴，中国电影出版社，2005年，ISBN 7106023256